# Großer Preis von Österreich 2019
Der Große Preis von Österreich 2019 (offiziell Formula 1 myWorld Grosser Preis von Österreich 2019) fand am 30. Juni auf dem Red Bull Ring in Spielberg statt und war das neunte Rennen der Formel-1-Weltmeisterschaft 2019.

## Bericht

### Hintergründe
Nach dem Großen Preis von Frankreich führte Lewis Hamilton in der Fahrerwertung mit 36 Punkten vor Valtteri Bottas und mit 76 Punkten vor Sebastian Vettel. In der Konstrukteurswertung führte Mercedes mit 140 Punkten vor Ferrari und mit 201 Punkten vor Red Bull Racing.
Beim Großen Preis von Österreich stellte Pirelli den Fahrern die Reifenmischungen P Zero Hard (weiß, Mischung C2), P Zero Medium (gelb, C3) und P Zero Soft (rot, C4) sowie für Nässe Cinturato Intermediates (grün) und Cinturato Full-Wets (blau) zur Verfügung.
Lance Stroll bestritt seinen 50. Grand Prix.
Mit Hamilton, Max Verstappen und Bottas (jeweils einmal) traten drei ehemalige Sieger zu diesem Grand Prix an.
Rennkommissare waren Silvia Bellot (ESP), Walter Jobst (AUT), Tom Kristensen (DNK) und Nish Shetty (SGP).

### Training
Im ersten freien Training fuhr Hamilton mit einer Rundenzeit von 1:04,838 Minuten die Bestzeit vor Vettel und Bottas. Das Training wurde wenige Minuten vor Schluss abgebrochen, nachdem Nico Hülkenberg nach dem Überfahren der Randsteine einen Teil seines Frontflügels verloren hatte.
Im zweiten freien Training war Charles Leclerc in 1:05,086 Minuten Schnellster vor Bottas und Pierre Gasly. Das Training wurde nach Unfällen von Verstappen und Bottas zweimal kurzzeitig unterbrochen.
Im dritten freien Training fuhr Leclerc mit einer Rundenzeit von 1:03,987 Minuten die Bestzeit vor Hamilton und Bottas.

### Qualifying
Das Qualifying bestand aus drei Teilen mit einer Nettolaufzeit von 45 Minuten. Im ersten Qualifying-Segment (Q1) hatten die Fahrer 18 Minuten Zeit, um sich für das Rennen zu qualifizieren. Alle Fahrer, die im ersten Abschnitt eine Zeit erzielten, die maximal 107 Prozent der schnellsten Rundenzeit betrug, qualifizierten sich für den Grand Prix. Die besten 15 Fahrer erreichten den nächsten Teil. Verstappen war Schnellster. Die beiden Williams-Piloten, Daniil Kwjat und beide Racing-Point-Fahrer schieden aus.
Der zweite Abschnitt (Q2) dauerte 15 Minuten. Die schnellsten zehn Piloten qualifizierten sich für den dritten Teil des Qualifyings. Bottas, Hamilton und Verstappen qualifizierten sich auf der Medium-Mischung, alle anderen Fahrer auf der Soft-Mischung. Leclerc war Schnellster. Carlos Sainz jr., die Renault-Piloten, Alexander Albon und Romain Grosjean schieden aus.
Der finale Abschnitt (Q3) ging über eine Zeit von zwölf Minuten, in denen die ersten zehn Startpositionen vergeben wurden. Vettel konnte wegen eines technischen Problems an seinem Fahrzeug an diesem Segment nicht teilnehmen und blieb ohne Zeit. Leclerc fuhr mit einer Rundenzeit von 1:03,003 Minuten die Bestzeit vor Hamilton und Verstappen. Es war die zweite Pole-Position für Leclerc in der Formel-1-Weltmeisterschaft nach dem Großen Preis von Bahrain 2019 und die schnellste jemals auf dieser Rennstrecke erzielte Rundenzeit.
Hamilton und George Russell wurde um drei Positionen nach hinten versetzt, da sie im Qualifying andere Piloten behindert hatten. Hülkenberg wurde um fünf Positionen nach hinten versetzt, da er den vierten Verbrennungsmotor in dieser Saison verwendete, erlaubt waren maximal drei. Kevin Magnussen wurde ebenfalls um fünf Positionen nach hinten versetzt, da das Getriebe an seinem Wagen vorzeitig gewechselt wurde. Albon und Sainz jr. wurden ans Ende des Feldes rückversetzt, da sie in dieser Saison mehr Komponenten der Antriebseinheit als erlaubt verwendet hatten.

### Rennen
Leclerc blieb beim Start in Führung, dahinter verlor Verstappen mehrere Plätze und fiel auf Platz sieben zurück. Lando Norris ging kurzzeitig an Hamilton vorbei, verlor die Position während der ersten Runde jedoch wieder. Am Ende der ersten Runde führte Leclerc vor Bottas, Hamilton, Räikkönen, Norris, Vettel, Verstappen, Gasly, Antonio Giovinazzi und Sergio Pérez. 
Vettel und Verstappen gingen nacheinander an Norris und Räikkönen vorbei. An der Spitze setzte sich Leclerc ab und führte nach zehn Runden mit rund drei Sekunden Vorsprung auf Bottas, der einen fast identisch großen Vorsprung auf Hamilton hatte. Magnussen erhielt eine Durchfahrtsstrafe, da er beim Start nicht korrekt auf seiner Startposition gestanden hatte.
Norris verkürzte den Rückstand auf Räikkönen und ging in Runde 14 vorbei. Auch Gasly schloss auf Räikkönen auf, kam jedoch nicht vorbei. Bottas ging am Ende von Runde 21 zum Reifenwechsel an die Box und wechselte auf Hard. Vettel reagierte darauf und fuhr ebenfalls an die Box, es lagen jedoch noch keine frischen Reifen für ihn bereit. Er musste warten, bis die Mechaniker die Reifen geholt hatten und fiel so hinter Räikkönen und Gasly zurück.
Eine Runde später wechselte Leclerc auf Hard und kam auf Platz drei liegend wieder auf die Strecke zurück. Räikkönen wechselte eine weitere Runde später ebenfalls auf Hard. Gasly und Norris wechselten in Runde 25 gleichzeitig, Norris auf Medium, Gasly auf Hard. Die Reihenfolge zwischen beiden blieb dabei unverändert. Hamilton führte vor Verstappen, die beide noch nicht an der Box gewesen waren. Dahinter lagen Leclerc, Bottas, Vettel, Pérez, Sainz jr., Daniel Ricciardo, Norris und Albon.
Pérez wechselte in Runde 29 seine Reifen und fiel auf Platz 13 zurück. Eine Runde später wechselte auch Hamilton in Führung liegend auf Hard, außerdem erhielt er einen neuen Frontflügel. Er fiel hinter Vettel auf Platz fünf zurück. Eine weitere Runde später stoppte Verstappen, er blieb vor Hamilton, obwohl er zuvor sechs Sekunden Rückstand gehabt hatte.
Gasly ging in Runde 32 an Räikkönen vorbei und lag nun auf Platz neun. Norris und Gasly liefen auf Ricciardo auf. Norris überholte ihn in Runde 41, Gasly ging drei Runden später ebenfalls vorbei. Sainz jr. wechselte in Runde 41 auf Medium. Verstappen fuhr mehrfach hintereinander die bis dahin schnellste Runde des Rennens und holte auf Vettel auf.
In Runde 46 wechselte Ricciardo auf Soft. Verstappen setzte Vettel unter Druck, dieser verteidigte sich jedoch mehrfach. In Runde 50 überholte Verstappen Vettel schließlich und war nun Dritter. Vettel fuhr daraufhin an die Box und wechselte auf Soft, er fiel hinter Hamilton auf den fünften Platz zurück.
Verstappen holte in den folgenden Runden auf Bottas auf. Er meldete seinem Team jedoch über Funk, dass er Leistung verliere. Dennoch ging er in Runde 56 an Bottas vorbei. Anschließend fuhr er erneut mehrfach die bis dahin schnellste Rennrunde und verkürzte so den Rückstand auf Leclerc. In Runde 66 lag er erstmals in Schlagdistanz, Leclerc verteidigte die Führung jedoch. Verstappen griff eine Runde später wieder an, Leclerc verteidigte sich erneut. In Runde 69 ging er dann vorbei, dabei berührten sich die Fahrzeuge jedoch und Verstappen schob Leclerc von der Strecke. Vettel ging in Runde 70 an Hamilton vorbei.
Verstappen gewann das Rennen vor Leclerc und Bottas. Es war der erste Sieg von Verstappen seit dem Großen Preis von Mexiko 2018. Außerdem war es der erste Sieg eines Fahrzeugs mit Honda-Motor seit dem Großen Preis von Ungarn 2006, als Jenson Button im Honda-Werksteam gewann. Leclerc erzielte sein bis dahin bestes Ergebnis in der Formel-1-Weltmeisterschaft. Die restlichen Punkteplatzierungen belegten Vettel, Hamilton, Norris, Gasly, Sainz jr., Räikkönen und Giovinazzi. Da Verstappen zudem die schnellste Rennrunde erzielt hatte, erhielt er einen Sonderpunkt.
In der Gesamtwertung blieb Hamilton vor Bottas, Verstappen war nun Dritter. In der Konstrukteurswertung blieben die ersten drei Plätze unverändert.

## Meldeliste
| Team                             | Nr. | Fahrer             | Chassis                       | Motor                         | Reifen |
| -------------------------------- | --- | ------------------ | ----------------------------- | ----------------------------- | ------ |
| Mercedes-AMG Petronas Motorsport | 44  | Lewis Hamilton     | Mercedes-AMG F1 W10 EQ Power+ | Mercedes-AMG F1 M10 EQ Power+ | P      |
| Mercedes-AMG Petronas Motorsport | 77  | Valtteri Bottas    | Mercedes-AMG F1 W10 EQ Power+ | Mercedes-AMG F1 M10 EQ Power+ | P      |
| Scuderia Ferrari                 | 05  | Sebastian Vettel   | Ferrari SF90                  | Ferrari 064                   | P      |
| Scuderia Ferrari                 | 16  | Charles Leclerc    | Ferrari SF90                  | Ferrari 064                   | P      |
| Aston Martin Red Bull Racing     | 33  | Max Verstappen     | Red Bull Racing RB15          | Honda RA619H                  | P      |
| Aston Martin Red Bull Racing     | 10  | Pierre Gasly       | Red Bull Racing RB15          | Honda RA619H                  | P      |
| Renault F1 Team                  | 03  | Daniel Ricciardo   | Renault R.S.19                | Renault E-Tech 19             | P      |
| Renault F1 Team                  | 27  | Nico Hülkenberg    | Renault R.S.19                | Renault E-Tech 19             | P      |
| Rich Energy Haas F1 Team         | 08  | Romain Grosjean    | Haas VF-19                    | Ferrari 064                   | P      |
| Rich Energy Haas F1 Team         | 20  | Kevin Magnussen    | Haas VF-19                    | Ferrari 064                   | P      |
| McLaren F1 Team                  | 55  | Carlos Sainz jr.   | McLaren MCL34                 | Renault E-Tech 19             | P      |
| McLaren F1 Team                  | 04  | Lando Norris       | McLaren MCL34                 | Renault E-Tech 19             | P      |
| SportPesa Racing Point F1 Team   | 11  | Sergio Pérez       | Racing Point RP19             | BWT Mercedes                  | P      |
| SportPesa Racing Point F1 Team   | 18  | Lance Stroll       | Racing Point RP19             | BWT Mercedes                  | P      |
| Alfa Romeo Racing                | 07  | Kimi Räikkönen     | Alfa Romeo Racing C38         | Ferrari 064                   | P      |
| Alfa Romeo Racing                | 99  | Antonio Giovinazzi | Alfa Romeo Racing C38         | Ferrari 064                   | P      |
| Red Bull Toro Rosso Honda        | 26  | Daniil Kwjat       | Scuderia Toro Rosso STR14     | Honda RA619H                  | P      |
| Red Bull Toro Rosso Honda        | 23  | Alexander Albon    | Scuderia Toro Rosso STR14     | Honda RA619H                  | P      |
| ROKiT Williams Racing            | 63  | George Russell     | Williams FW42                 | Mercedes-AMG F1 M10 EQ Power+ | P      |
| ROKiT Williams Racing            | 88  | Robert Kubica      | Williams FW42                 | Mercedes-AMG F1 M10 EQ Power+ | P      |

## Klassifikationen

### Qualifying
| Pos.                                                                      | Fahrer             | Konstrukteur              | Q1       | Q2       | Q3         | Start |
| ------------------------------------------------------------------------- | ------------------ | ------------------------- | -------- | -------- | ---------- | ----- |
| 01                                                                        | Charles Leclerc    | Ferrari                   | 1:04,138 | 1:03,459 | 1:03,003   | 01    |
| 02                                                                        | Lewis Hamilton     | Mercedes                  | 1:03,818 | 1:03,803 | 1:03,262   | 04    |
| 03                                                                        | Max Verstappen     | Red Bull Racing-Honda     | 1:03,807 | 1:03,835 | 1:03,439   | 02    |
| 04                                                                        | Valtteri Bottas    | Mercedes                  | 1:04,084 | 1:03,863 | 1:03,537   | 03    |
| 05                                                                        | Kevin Magnussen    | Haas-Ferrari              | 1:04,778 | 1:04,466 | 1:04,072   | 10    |
| 06                                                                        | Lando Norris       | McLaren-Renault           | 1:04,361 | 1:04,211 | 1:04,099   | 05    |
| 07                                                                        | Kimi Räikkönen     | Alfa Romeo Racing-Ferrari | 1:04,615 | 1:04,222 | 1:04,166   | 06    |
| 08                                                                        | Antonio Giovinazzi | Alfa Romeo Racing-Ferrari | 1:04,450 | 1:04,285 | 1:04,179   | 07    |
| 09                                                                        | Pierre Gasly       | Red Bull Racing-Honda     | 1:04,412 | 1:04,167 | 1:04,199   | 08    |
| 10                                                                        | Sebastian Vettel   | Ferrari                   | 1:04,340 | 1:03,667 | keine Zeit | 09    |
| 11                                                                        | Romain Grosjean    | Haas-Ferrari              | 1:04,552 | 1:04,491 | –          | 11    |
| 12                                                                        | Nico Hülkenberg    | Renault                   | 1:04,733 | 1:04,516 | –          | 15    |
| 13                                                                        | Alexander Albon    | Scuderia Toro Rosso-Honda | 1:04,708 | 1:04,665 | –          | 19    |
| 14                                                                        | Daniel Ricciardo   | Renault                   | 1:04,647 | 1:04,790 | –          | 12    |
| 15                                                                        | Carlos Sainz jr.   | McLaren-Renault           | 1:04,453 | 1:13,601 | –          | 18    |
| 16                                                                        | Sergio Pérez       | Racing Point-BWT Mercedes | 1:04,789 | –        | –          | 13    |
| 17                                                                        | Lance Stroll       | Racing Point-BWT Mercedes | 1:04,832 | –        | –          | 14    |
| 18                                                                        | Daniil Kwjat       | Scuderia Toro Rosso-Honda | 1:05,324 | –        | –          | 16    |
| 19                                                                        | George Russell     | Williams-Mercedes         | 1:05,904 | –        | –          | Box   |
| 20                                                                        | Robert Kubica      | Williams-Mercedes         | 1:06,206 | –        | –          | 17    |
| 107-Prozent-Zeit: 1:08,273 min (bezogen auf Q1-Bestzeit von 1:03,807 min) |                    |                           |          |          |            |       |

Anmerkungen
1. ↑  Hamilton wurde um drei Startplätze nach hinten versetzt, da er Räikkönen in Q1 behindert hatte.
2. ↑  Magnussen wurde wegen eines vorzeitigen Getriebewechsels um fünf Startplätze nach hinten versetzt.
3. ↑  Hülkenberg wurde wegen der Verwendung von zu vielen Teilen der Antriebseinheit in dieser Saison um fünf Startplätze nach hinten versetzt.
4. ↑  Albon wurde wegen der Verwendung von zu vielen Teilen der Antriebseinheit in dieser Saison ans Ende des Feldes versetzt.
5. ↑  Sainz jr. wurde wegen der Verwendung von zu vielen Teilen der Antriebseinheit in dieser Saison ans Ende des Feldes versetzt.
6. ↑  Russell wurde um drei Startplätze nach hinten versetzt, da er Kwjat in Q1 behindert hatte.
7. ↑  Russell musste aus der Boxengasse starten, da an seinem Fahrzeug unter Parc-fermé-Bedingungen gearbeitet wurde.

### Rennen
| Pos. | Fahrer             | Konstrukteur              | Runden | Stopps | Zeit        | Start | Schnellste Runde |
| ---- | ------------------ | ------------------------- | ------ | ------ | ----------- | ----- | ---------------- |
| 01   | Max Verstappen     | Red Bull Racing-Honda     | 71     | 1      | 1:22:01,822 | 02    | 1:07,475 (60.)   |
| 02   | Charles Leclerc    | Ferrari                   | 71     | 1      | + 2,724     | 01    | 1:07,994 (58.)   |
| 03   | Valtteri Bottas    | Mercedes                  | 71     | 1      | + 18,960    | 03    | 1:08,565 (53.)   |
| 04   | Sebastian Vettel   | Ferrari                   | 71     | 2      | + 19,610    | 09    | 1:07,676 (62.)   |
| 05   | Lewis Hamilton     | Mercedes                  | 71     | 1      | + 22,805    | 04    | 1:08,050 (69.)   |
| 06   | Lando Norris       | McLaren-Renault           | 70     | 1      | + 1 Runde   | 05    | 1:08,699 (69.)   |
| 07   | Pierre Gasly       | Red Bull Racing-Honda     | 70     | 1      | + 1 Runde   | 08    | 1:08,790 (63.)   |
| 08   | Carlos Sainz jr.   | McLaren-Renault           | 70     | 1      | + 1 Runde   | 19    | 1:08,117 (53.)   |
| 09   | Kimi Räikkönen     | Alfa Romeo Racing-Ferrari | 70     | 1      | + 1 Runde   | 06    | 1:09,126 (57.)   |
| 10   | Antonio Giovinazzi | Alfa Romeo Racing-Ferrari | 70     | 1      | + 1 Runde   | 07    | 1:09,051 (57.)   |
| 11   | Sergio Pérez       | Racing Point-BWT Mercedes | 70     | 1      | + 1 Runde   | 13    | 1:09,061 (67.)   |
| 12   | Daniel Ricciardo   | Renault                   | 70     | 1      | + 1 Runde   | 12    | 1:08,019 (65.)   |
| 13   | Nico Hülkenberg    | Renault                   | 70     | 1      | + 1 Runde   | 15    | 1:09,248 (59.)   |
| 14   | Lance Stroll       | Racing Point-BWT Mercedes | 70     | 1      | + 1 Runde   | 14    | 1:09,288 (57.)   |
| 15   | Alexander Albon    | Scuderia Toro Rosso-Honda | 70     | 1      | + 1 Runde   | 18    | 1:08,946 (59.)   |
| 16   | Romain Grosjean    | Haas-Ferrari              | 70     | 1      | + 1 Runde   | 11    | 1:08,987 (56.)   |
| 17   | Daniil Kwjat       | Scuderia Toro Rosso-Honda | 70     | 1      | + 1 Runde   | 16    | 1:09,498 (58.)   |
| 18   | Kevin Magnussen    | Haas-Ferrari              | 69     | 3      | + 2 Runden  | 10    | 1:08,903 (69.)   |
| 19   | George Russell     | Williams-Mercedes         | 69     | 1      | + 2 Runden  | 20    | 1:09,926 (52.)   |
| 20   | Robert Kubica      | Williams-Mercedes         | 68     | 1      | + 3 Runden  | 17    | 1:10,964 (55.)   |

## WM-Stände nach dem Rennen
Die ersten zehn des Rennens bekamen 25, 18, 15, 12, 10, 8, 6, 4, 2 bzw. 1 Punkt(e). Zusätzlich gab es einen Punkt für die schnellste Rennrunde, da der Fahrer unter den ersten zehn landete.

### Fahrerwertung
| Pos. | Fahrer           | Konstrukteur              | Punkte |
| ---- | ---------------- | ------------------------- | ------ |
| 01   | Lewis Hamilton   | Mercedes                  | 197    |
| 02   | Valtteri Bottas  | Mercedes                  | 166    |
| 03   | Max Verstappen   | Red Bull Racing-Honda     | 126    |
| 04   | Sebastian Vettel | Ferrari                   | 123    |
| 05   | Charles Leclerc  | Ferrari                   | 105    |
| 06   | Pierre Gasly     | Red Bull Racing-Honda     | 43     |
| 07   | Carlos Sainz jr. | McLaren-Renault           | 30     |
| 08   | Lando Norris     | McLaren-Renault           | 22     |
| 09   | Kimi Räikkönen   | Alfa Romeo Racing-Ferrari | 21     |
| 10   | Daniel Ricciardo | Renault                   | 16     |

| Pos. | Fahrer             | Konstrukteur              | Punkte |
| ---- | ------------------ | ------------------------- | ------ |
| 11   | Nico Hülkenberg    | Renault                   | 16     |
| 12   | Kevin Magnussen    | Haas-Ferrari              | 14     |
| 13   | Sergio Pérez       | Racing Point-BWT Mercedes | 13     |
| 14   | Daniil Kwjat       | Scuderia Toro Rosso-Honda | 10     |
| 15   | Alexander Albon    | Scuderia Toro Rosso-Honda | 7      |
| 16   | Lance Stroll       | Racing Point-BWT Mercedes | 6      |
| 17   | Romain Grosjean    | Haas-Ferrari              | 2      |
| 18   | Antonio Giovinazzi | Alfa Romeo Racing-Ferrari | 1      |
| 19   | George Russell     | Williams-Mercedes         | 0      |
| 20   | Robert Kubica      | Williams-Mercedes         | 0      |

### Konstrukteurswertung
| Pos. | Konstrukteur          | Punkte |
| ---- | --------------------- | ------ |
| 1    | Mercedes              | 363    |
| 2    | Ferrari               | 228    |
| 3    | Red Bull Racing-Honda | 169    |
| 4    | McLaren-Renault       | 52     |
| 5    | Renault               | 32     |

| Pos. | Konstrukteur              | Punkte |
| ---- | ------------------------- | ------ |
| 06   | Alfa Romeo Racing-Ferrari | 22     |
| 07   | Racing Point-BWT Mercedes | 19     |
| 08   | Scuderia Toro Rosso-Honda | 17     |
| 09   | Haas-Ferrari              | 16     |
| 10   | Williams-Mercedes         | 0      |